# Calandrella cinerea
Calandrella cinerea — вид горобцеподібних птахів родини жайворонкових (Alaudidae). Мешкає в Африці.

## Поширення
Цей жайворонок гніздиться у високогір'ях Східної Африки від Ефіопії та Сомалі на південь до Анголи та мису Доброї Надії.

## Підвиди
Визнано п'ять підвидів:
- C. c. saturatior (Reichenow, 1904): поширений від Уганди та західної Кенії на південь до Анголи, північно-східної Намібії, північної Ботсвани та Замбії.
- C. c. williamsi (Clancey, 1952): в центральній Кенії.
- C. c. spleniata (Strickland, 1853): від західно-центральної Анголи до західно-центральної Намібії.
- C. c. cinerea (Gmelin, 1789): в південній і центральній Намібії, південній Ботсвані, Зімбабве та Південній Африці.
- C. c. rufipecta (Stervander et al, 2020): плато Джос (Нігерія).

## Опис
Тіло завдовжки 14-15 см. Колір оперення його верхніх частин коливається від сірого до коричневого, з варіаціями у відтінках та інтенсивності серед підвидів, хоча цей вид легко впізнати за рудим тіменем, білим низом і червоними плечима. Його гребінь зазвичай не видно, за винятком випадків, коли він піднімається під час залицяння. У самця оперення червоніше і довше, ніж у самиці.

## Спосіб життя
Харчується насінням і комахами, яких вона знаходить у низькій траві або на голих ділянках землі. Поза сезоном розмноження зазвичай трапляється зграями, які іноді досягають сотень особин.